# Nuoto ai Giochi della XXVII Olimpiade - Staffetta 4x100 metri misti maschile
Si sono svolte 3 batterie di qualificazione. Le prime 8 squadre si sono qualificati direttamente per la finale.

## Risultati

### Batterie
| Pos. | Batteria | Corsia | Nazione       | Atleti | Tempo   | Note |
| ---- | -------- | ------ | ------------- | --- | ------- | ---- |
| 1    | 3        | 3      | Germania      | Stev Theloke (55.54) Jens Kruppa (1:01.39) Thomas Rupprath (52.39) Torsten Spanneberg (49.18)                | 3:38.50 | Q,   |
| 2    | 1        | 7      | Ungheria      | Péter Horváth (55.74) Károly Güttler (1:01.52) Zsolt Gáspár (52.36) Attila Zubor (48.96)                     | 3:38.58 | Q,   |
| 3    | 3        | 4      | Stati Uniti   | Neil Walker (55.10) Ed Moses (1:01.34) Tommy Hannan (53.32) Jason Lezak (48.83)                              | 3:38.59 | Q    |
| 4    | 2        | 4      | Australia     | Josh Watson (55.39) Ryan Mitchell (1:02.29) Adam Pine (52.87) Ian Thorpe (48.83)                             | 3:39.38 | Q    |
| 5    | 3        | 5      | Gran Bretagna | Neil Willey (56.13) Darren Mew (1:01.01) James Hickman (52.84) Sion Brinn (49.62)                            | 3:39.60 | Q    |
| 6    | 2        | 5      | Paesi Bassi   | Klaas-Erik Zwering (56.99) Marcel Wouda (1:01.74) Joris Keizer (52.24) Mark Veens (49.13)                    | 3:40.10 | Q    |
| 7    | 1        | 6      | Francia       | Simon Dufour (55.82) Hugues Duboscq (1:02.16) Franck Esposito (52.60) Frédérick Bousquet (49.73)             | 3:40.31 | Q    |
| 8    | 1        | 5      | Canada        | Chris Renaud (56.26) Morgan Knabe (1:00.88) Shamek Pietucha (53.27) Yannick Lupien (50.15)                   | 3:40.56 | Q    |
| 9    | 1        | 4      | Russia        | Vladislav Aminov (56.53) Dmitrij Komornikov (1:01.70) Igor Marchenko (53.75) Denis Pimankov (48.85)          | 3:40.83 |      |
| 10   | 1        | 3      | Svezia        | Mattias Ohlin (57.05) Martin Gustavsson (1:01.86) Daniel Carlsson (53.30) Stefan Nystrand (48.67)            | 3:40.88 |      |
| 11   | 3        | 6      | Ucraina       | Volodymyr Nikolaychuk (56.41) Oleg Lisogor (1:01.84) Denys Sylantyev (52.99) Vyacheslav Shyrshov (49.81)     | 3:41.05 |      |
| 12   | 2        | 3      | Brasile       | Alexandre Massura (55.83) Eduardo Fischer (1:03.49) Fernando Scherer (53.80) Gustavo Borges (49.19)          | 3:42.31 |      |
| 13   | 2        | 1      | Sudafrica     | Simon Thirsk (56.88) Brett Petersen (1:02.51) Theo Verster (53.52) Nicholas Folker (49.53)                   | 3:42.44 |      |
| 14   | 3        | 8      | Croazia       | Gordan Kožulj (56.52) Vanja Rogulj (1:02.19) Miloš Milošević (54.08) Duje Draganja (49.94)                   | 3:42.73 |      |
| 15   | 3        | 2      | Spagna        | David Ortega (55.68) Santiago Castellanos (1:03.15) Daniel Morales (53.91) Javier Botello (50.02)            | 3:42.76 |      |
| 16   | 1        | 2      | Svizzera      | Philipp Gilgen (57.31) Remo Lütolf (1:01.64) Philippe Meyer (53.95) Karel Novy (49.88)                       | 3:42.78 |      |
| 17   | 2        | 7      | Israele       | Eithan Urbach (56.12) Tal Stricker (1:02.65) Yoav Meiri (54.54) Yoav Bruck (50.08)                           | 3:43.39 |      |
| 18   | 3        | 7      | Argentina     | Eduardo Germán Otero (58.00) Sergio Andres Ferreyra (1:02.73) Pablo Martín Abal (53.96) José Meolans (48.92) | 3:43.61 |      |
| 19   | 1        | 8      | Kirghizistan  | Aleksandr Shilin (57.88) Alexander Tkachev (1:03.69) Konstantin Ushkov (54.05) Sergey Ashihmin (51.08)       | 3:46.70 |      |
| 20   | 3        | 1      | Cuba          | Rodolfo Falcón (55.97) Gunter Rodríguez (1:05.40) Yohan García (55.65) Marcos Hernández (49.86)              | 3:46.88 |      |
| 21   | 2        | 8      | Cina          | Fu Yong (58.34) Zhu Yi (1:03.35) Ouyang Kunpeng (53.96) Xie Xufeng (51.72)                                   | 3:47.37 |      |
| 22   | 1        | 1      | Malaysia      | Alex Lim (58.48) Elvin Chia (1:03.18) Anthony Ang (55.70) Allen Ong (50.96)                                  | 3:48.32 |      |
|      | 2        | 6      | Finlandia     | Jani Sievinen (56.49) Jarno Pihlava Tero Välimaa Jere Hård                                                   | dq      |      |
|      | 2        | 2      | Polonia       | | dns     |      |

### Finale
| Pos.    | Corsia | Nazione       | Atleti                                                                                                   | Tempo   | Distacco | Note |
| ------- | ------ | ------------- | --- | ------- | -------- | ---- |
| Oro     | 3      | Stati Uniti   | Lenny Krayzelburg (53.87) Ed Moses (59.84) Ian Crocker (52.10) Gary Hall Jr. (47.92)                     | 3:33.73 |          |      |
| Argento | 2      | Australia     | Matt Welsh (54.29) Regan Harrison (1:01.48) Geoff Huegill (51.33) Michael Klim (48.17)                   | 3:35.27 | 1.54     |      |
| Bronzo  | 4      | Germania      | Stev Theloke (55.07) Jens Kruppa (1:00.52) Thomas Rupprath (52.14) Torsten Spanneberg (48.15)            | 3:35.88 | 2.15     |      |
| 4       | 7      | Paesi Bassi   | Klaas-Erik Zwering (56.83) Marcel Wouda (1:01.20) Joris Keizer (52.26) Pieter van den Hoogenband (47.24) | 3:37.53 | 3.80     |      |
| 5       | 5      | Ungheria      | Péter Horváth (55.90) Károly Güttler (1:01.23) Zsolt Gáspár (52.95) Attila Zubor (49.01)                 | 3:39.09 | 5.36     |      |
| 6       | 8      | Canada        | Chris Renaud (55.66) Morgan Knabe (1:01.23) Mike Mintenko (52.66) Craig Hutchison (50.33)                | 3:39.88 | 6.15     |      |
| 7       | 1      | Francia       | Simon Dufour (55.67) Hugues Duboscq (1:01.69) Franck Esposito (52.80) Frédérick Bousquet (49.86)         | 3:40.02 | 6.29     |      |
| 8       | 6      | Gran Bretagna | Neil Willey (56.49) Darren Mew (1:01.76) James Hickman (52.53) Sion Brinn (49.41)                        | 3:40.19 | 6.46     |      |